# Bockenau
Bockenau település Németországban, Rajna-vidék-Pfalz tartományban. Lakosainak száma 1188 fő (2023. december 31.).

## Népesség
A település népességének változása:
| Lakosok száma | 1140 | 1218 | 1212 | 1228 | 1219 | 1188 |
|               | 1975 | 2017 | 2019 | 2021 | 2022 | 2023 |